# Tourais
Tourais is een plaats (freguesia) in de Portugese gemeente Seia en telt 1561 inwoners (2001).